# Narrenhäuschen
Ein Narrenhäuschen als Strafgerät zur Ahndung geringer Vergehen befand sich in der Regel entweder in Kirchen, an Rathäusern oder auf Märkten. In den Narrenhäuschen wurde der Delinquent ähnlich wie an einem Pranger der Öffentlichkeit preisgegeben. Es gab keine einheitliche Form für Narrenhäuschen, die Ausführung reicht von einem drehbaren Lattenverschlag bis hin zu ummauerten Räumen mit einem Gitter an der Frontseite. Zu den Vergehen, die mit dem Aufenthalt im Narrenhäuschen geahndet wurden, gehörten unter anderem ruhestörender Lärm, öffentliche Trunkenheit und Formen des Ehebruchs. 
Während auf Märkten meist bewegliche Formen zum Einsatz kamen (belegt sind beispielsweise 1391 ein „Narrenhaus“ in Bozen und um 1500 eines auf dem Konstanzer Obermarkt), waren die Einrichtungen in Kirchen (beispielsweise Stadtkirche zu Meißen) oder an Rathäusern, wie dem zu Heilbronn meist feste Einrichtungen. Weitere Narrenhäuschen finden sich an den Rathäusern von Oschatz bei Dresden, Nördlingen im Ries und Rothenburg ob der Tauber.
Die Namen des Narrenhäusel in Dresden und des Oberlößnitzer Narrenhäuschens gehen auf den eigentlichen Ursprung der Bedeutung zurück (Haus eines Narren), haben jedoch nichts mit den hier beschriebenen Gebäudeprangern in der übertragenen Sinnbedeutung zu tun.